# بورولداي
بورولداي المعروف أيضًا باسم بورونداي (السيريلية: Боролдай) (تُوفي عام 1263) كان قائدًا مغوليًا في منتصف القرن الثالث عشر. شارك في الغزو المغولي لروسيا وأوروبا من عام 1236 إلى عام 1242 وغارات مغولية أخرى على أوروبا حتى عام 1263.
عشيرة بورولداي ليست واضحة. من المحتمل أنه كان ينتمي إلى إحدى القبائل الأربع التي عينها جنكيز خان (1162–1227) لابنه الأكبر جوتشي: عشائر سانشيد (أو سالجيعود)، وكنيجيس، وأوشين، وجيريد [الإنجليزية].